# Heart Skips a Beat
«Heart Skips a Beat» es una canción del cantante y compositor británico Olly Murs, que cuenta con la colaboración vocal del dúo de raperos Rizzle kicks, y está incluida en el álbum In Case You Didn't Know, de 2011. Fue compuesta por Alex Smith, Samuel Preston, Jim Eliot, Jordan Stephens y Harley Alexander-Sule, y producida por The Fearless.
Crítica y comercialmente, contó con una recepción favorable. Algunos especialistas hablaron positivamente de su mezcla de ritmos y sonidos. Por otra parte alcanzó el primer puesto en las listas del Reino Unido y Suiza, además de haber recibido varias certificaciones. Para promocionar el sencillo, Murs lanzó tres vídeos musicales y la interpretó en lugares como los premios Brit y los premios Echo.

## Antecedes y composición
Tras el lanzamiento de «Busy» en julio, Murs dijo que ya se encontraba trabajando en su nuevo disco, que aseguró, tendría un sonido más diferente y una sensación más conmoveradora que su primer álbum. Reveló además que su primer sencillo sería «Heart Skips a Beat», una canción que describió como «veraniega». Después, en un vídeo que publicó en YouTube, dijo que contaría con la colaboración del rapero Rizzle Kicks. La pista debutó el 8 de julio en la emisora británica BBC Radio 1 durante el segmento de The Chris Moyles Show. La versión de la canción lanzada en Norteamérica cuenta con la colaboración de Chiddy Bang, quienes reemplazan a Rizzle Kicks. Al respecto, Murs comentó al diario Metro que no lo decidió él, sino su sello discográfico, y que Rizzle Kicks no mostró disgusto aparente. En una entrevista separada con Daily Star, Rizzle Kicks criticaron el sello de Murs, tachándolo de «mierda» y expresando que su versión es mejor.
En una entrevista con Artist Direct en julio de 2012, cuando se le preguntó al intérprete acerca de la canción, respondió que inicialmente, se tenía previsto que perteneciese a su primer disco, pero tras pensar en un segundo lanzamiento, reservó la canción para que fuese el primer sencillo ya que le parecía genial. Sobre la historia detrás de su letra, comentó que es acerca de una relación que decae, que ya no se siente tan bien como antes y que la persona piensa en cómo eran aquellos momentos donde la otra persona «hacía saltar tu corazón». Cerró diciendo: «Te dan ganas de bailar y estar más cerca. Sientes el amor de nuevo. Así es cómo me siento cuando canto la canción. Así es cómo la interpreto».
«Heart Skips a Beat» es una canción de géneros pop y rap compuesta por Alex Smith, Samuel Preston, Jim Eliot, Jordan Stephens y Harley Alexander-Sule, y producida por The Fearless. Es la única pista no coescrita por Murs de su disco In Case You Didn't Know. De acuerdo con la partitura publicada por Sony/ATV Music Publishing en el sitio web Musicnotes, la canción tiene un tempo allegro de 112 pulsaciones por minuto y está compuesta en la tonalidad de si menor. El registro vocal de Murs va desde la nota fa sostenido mayor hasta la la mayor.

## Recepción
«Heart Skips a Beat» fue bien recibida por los críticos musicales. Lewis Corner de Digital Spy señaló que es «una infecciosa cancioncilla pop veraniega» y le otorgó cuatro estrellas de cinco. Chris HTF de la revista británica Hit The Floor comentó que la voz de Murs no se destaca en la canción, pero que es sin duda un éxito potencial para las radios. Heather McDaid de Stereo Board dijo que el cantante estaba listo para mostrar sus dotes a la hora de mezclar ritmos y añadió que es otro de sus típicos temas optimistas y frescos.
Por otra parte, «Heart Skips a Beat» contó con una recepción comercial dispareja, ya que fue positiva en parte de Europa, pero negativa en el resto del mundo. En el Reino Unido, país natal del cantante, alcanzó el puesto número uno en su semana debut, mientras que en Irlanda el seis. El éxito se extendió hacia Alemania, donde la canción logró también la primera posición y además recibió tres discos de oro por vender 450 000 copias en el territorio. Igualmente, en Austria y Suiza, países hermanos de Alemania, tuvo una recepción favorable, ya que ubicó los puestos seis y uno de sus respectivas listas, y también obtuvo un disco de oro y dos de platino de parte de la IFPI. 
En las estaciones de radio de Polonia alcanzó el primer puesto, mientras que en las de Eslovaquia y Hungría el décimo segundo. Sin embargo, a pesar de la buena recepción en los países ya nombrados, tuvo posiciones menores en Canadá, los Estados Unidos, los Países Bajos y Suecia, además que no entró a las listas de países hispanos, asiáticos u oceánicos.

## Promoción

### Vídeos musicales
«Heart Skips a Beat» cuenta con tres vídeos musicales que fueron usados para la promoción de la canción alrededor del mundo. El primero, contó con Corin Hardy como director y estrenó el 15 de julio de 2011 en la cuenta de VEVO de Olly Murs en YouTube. La trama de esta versión es un típico día en un centro de patinaje del Reino Unido.
La segunda versión sirvió para la promoción en los Estados Unidos y fue filmada en el Rose Bowl de Los Ángeles. Esta se basa en un partido de fútbol donde Murs es espectador, entrenador y al mismo tiempo jugador, donde compite en un partido contra cinco chicas y resulta 2:3 a favor de ellas. Una segunda versión fue creada para la promoción en los Estados Unidos. Esta muestra a Murs siguiendo a una chica y tratando de convencerla para que sea su pareja.

### Interpretaciones en directo
Murs interpretó la canción en repetidas veces con y sin sus colaboradores. Una fue en el evento Children in Need de 2011, donde ayudó a recaudar fondos. Luego, en los premios Brit de 2012 la cantó junto a Rizzle Kicks y estuvo acompañado de un grupo de bailarinas vestidas de rojo. También la presentó en Good Morning America y los Echo Awards, donde realizó un popurrí junto a Sean Paul y Taio Cruz. Por otra parte, ha sido interpretada en la tercera gira del cantante Right Place Right Time Tour.
El 26 de mayo de 2013, Murs participó en el Radio 1's Big Weekend organizado por BBC en Derry, Reino Unido, que contó con la asistencia de 40 000 personas. Allí, abrió su presentación con «Army of Two», seguida de «Dance With Me Tonight» y «Oh My Goodness». Luego siguió con «Dear Darlin'» y un popurrí que mezclaba versiones de «Should I Stay Or Should I Go» y «Town Called Malice». Finalmente, cerró con «Right Place Right Time», «Heart Skips a Beat» y «Troublemaker».

## Formato y remezclas
- Descarga digital

| «Heart Skips a Beat» — EP |                                               |          |  |
| N.º                       | Título                                        | Duración |  |
| 1.                        | «Heart Skips a Beat»                          | 3:22     |  |
| 2.                        | «Heart Skips a Beat» (MNEK's Gimmabeat Mix)   | 3:37     |  |
| 3.                        | «Heart Skips a Beat» (PokerFace Lyndsey Club) | 5:27     |  |
| 4.                        | «On My Cloud»                                 | 2:24     |  |

## Posicionamiento en listas

### Semanales
| Alemania       | Single Top 100         | 1  |
| Austria        | Austrian Singles Chart | 6  |
| Canadá         | Canadian Hot 100       | 91 |
| Escocia        | Scottish Singles Chart | 2  |
| Eslovaquia     | Radio Top 100 Chart    | 12 |
| Estados Unidos | Billboard Hot 100      | 96 |
| Estados Unidos | Pop Songs              | 25 |
| Hungría        | Rádiós Top 40          | 12 |
| Irlanda        | Irish Singles Chart    | 6  |
| Países Bajos   | Single Top 100         | 76 |
| Polonia        | Top 5 Airplay          | 1  |
| Reino Unido    | UK Singles Chart       | 1  |
| Suecia         | Swedish Singles Chart  | 60 |
| Suiza          | Swiss Singles Chart    | 1  |

### Sucesión en listas
| Predecesor: «Don't Go» de Wretch 32 y Josh Kumba                 | UK Singles Chart — Sencillo número uno 3 de septiembre de 2011 — 10 de septiembre de 2011 | Sucesor: «Stay Awake» de Example                    |
| Predecesor: «Moves like Jagger» de Maroon 5 y Christina Aguilera | Top 5 Airplay — Sencillo número uno 18 de noviembre de 2011 — 9 de diciembre de 2011      | Sucesor: «Pumped Up Kicks» de Foster the People     |
| Predecesor: «Single Ladies» de Remady & Manu-L y J-Son           | Swiss Singles Chart — Sencillo número uno 8 de abril de 2012 — 22 de abril de 2012        | Sucesor: «Single Ladies» de Remady & Manu-L y J-Son |

### Certificaciones
| País        | Organismo certificador | Certificación | Unidades certificadas | Ref.   |
| ----------- | ---------------------- | ------------- | --------------------- | ------ |
| Alemania    | BVMI                   | 3× Oro        | 450 000               | [ 6 ]  |
| Austria     | IFPI — Austria         | Oro           | 15 000                | [ 7 ]  |
| Reino Unido | BPI                    | Platino       | 600 000               | [ 38 ] |
| Suiza       | IFPI — Suiza           | 2× Platino    | 60 000                | [ 24 ] |

### Anuales
| Hungría | Rádiós Top 40 | 96 |